# 扎克·埃波
扎克·埃波（英語：Zach Apple，1997年4月23日—）是美國的一位游泳運動員，主要擅長自由泳。埃波出生在俄亥俄州。他代表美國參加了2017年世界游泳錦標賽，並且在男子4×100米自由泳接力的比賽上獲得金牌。埃波現在就讀於奧本大學。